# Erik Berg (politiker)
Erik Carl Fabian Berg, född 18 september 1998 i Tyresö församling i Stockholms län, är en svensk liberal politiker och tidigare ordförande för Liberala ungdomsförbundet (LUF).
Berg blev ordförande för LUF i november 2022, då han valdes som efterträdare till Romina Pourmokhtari vid LUF:s kongress i Borås. Han hade tidigare varit vice ordförande, samt utbildningspolitisk talesperson. Under sin tid i förbundsstyrelsen fokuserade han mycket på skolan och utbildningspolitik, med förslag om en ny utformning av skolpengen, mer makt åt rektorer, samt mentor som en särskild anställningsform inom skolan. Utöver utbildningspolitiken arbetade han för att LUF ska driva på i klimatpolitiken, och för att förbundet ska vara en stark opposition mot Tidöavtalet. Vid kongressen 2024 i Uppsala valdes Anton Holmlund att efterträda Berg.
Berg har tidigare studerat till lärare vid Uppsala universitet.